# Dierenbevrijdingsfront

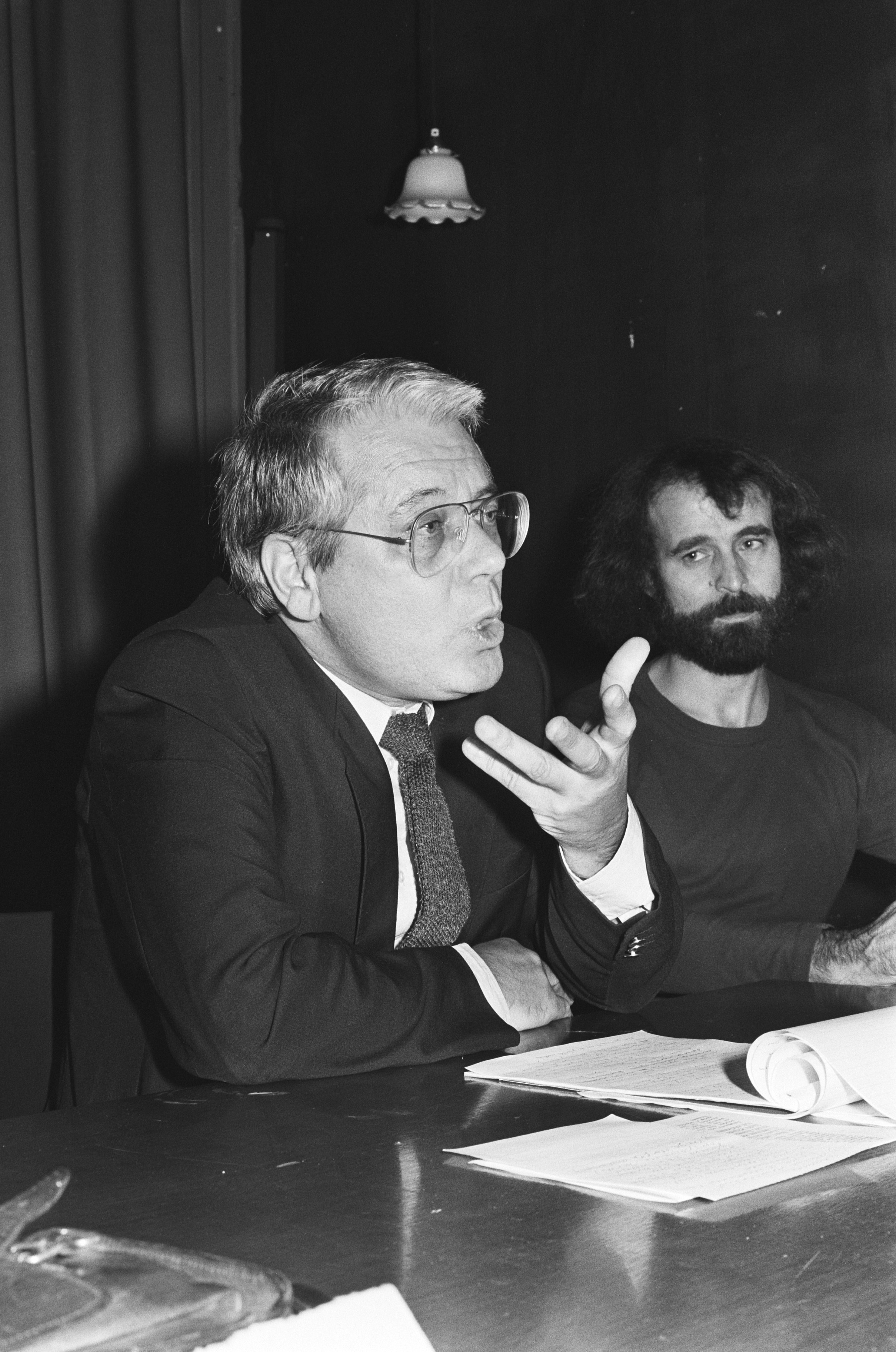
De woordvoerder van het Dierenbevrijdingsfront, Henk Lamberts, in 1984

Het Dierenbevrijdingsfront, opgericht in 1978, is een Nederlandse activistische groep, die veelal door middel van directe actie actie voert tegen dierenleed. Net als het Engelse Animal Liberation Front is het geen officiële organisatie, maar een groep cellen die onder dezelfde naam opereren om hun acties op te eisen. Deze acties zijn veelal illegaal.
In 2004 classificeerde de Algemene Inlichtingen- en Veiligheidsdienst het Dierenbevrijdingsfront (alsook Animal Liberation Front en Rode Haan) als een organisatie waarmee de "radicale, gewelddadige top [van het dierenrechtenactivisme] zich regelmatig tooit".

## Acties
In 1987 organiseerde het Dierenbevrijdingsfront een actie om de administratie van een veilinghuis voor pelsdierhouders (Hudson’s Bay) in Nederasselt te ontvreemden, om de bonthandel te ontregelen. Bij deze actie werd een dienstdoende administrateur overmeesterd. De deelnemers aan de actie werden opgepakt en in staat van beschuldiging gesteld. Na hoger beroep werden activisten veroordeeld tot een taakstraf. 
Het Bevrijdingsfront heeft onder meer de acties tegen bedrijvenpark Science Link in Venray opgeëist. Science Link moest een groot centrum worden voor biotechnologiebedrijven. Daar zouden ook bedrijven tussen zitten die dierproeven doen. Tegenstanders van het project hebben op kerstavond 2007 de huizen van verschillende bestuurders van het projectmanagementbureau Van der Looy besmeurd. De huizen zijn beklad met leuzen als Stop Sciencelink, stop dierproeven en Wij eisen dat jullie stoppen met de bouw of het meewerken hieraan. Nu was het alleen maar wat verf, binnenkort zijn wij niet meer zo vriendelijk. Voor het Openbaar Ministerie is de aanpak van dieractivisme, dat steeds gewelddadiger wordt, al een belangrijk speerpunt sinds 2004. De wereld van de radicale dieractivisten is echter zo gesloten, dat het justitie niet is gelukt er een voet tussen de deur te krijgen.